# Hokes Bluff
La ville américaine de Hokes Bluff est située dans le comté d'Etowah, dans l’État de l’Alabama. En 2010, sa population s’élevait à 4 286 habitants.

## Démographie
| 1950  | 1960  | 1970  | 1980  | 1990  | 2000  | 2010  | - |
| ----- | ----- | ----- | ----- | ----- | ----- | ----- | - |
| 1 158 | 1 619 | 2 133 | 3 216 | 3 739 | 4 149 | 4 286 | - |

## Source
- (en) Cet article est partiellement ou en totalité issu de l’article de Wikipédia en anglais intitulé « Hokes Bluff, Alabama » (voir la liste des auteurs).